# 吴春梅
吴春梅（1964年—），女，汉族，安徽无为人，中国致公党党员，中华人民共和国学者、政治人物。

## 生平
1987年9月毕业于安徽师范大学历史系获学士学位，1990年7月毕业于上海师范大学中国近现代史专业获硕士学位，1990年9月至1992年9月在安徽师范大学高等教育研究室工作。1992年9月至1995年7月在南京大学学习，获历史学博士学位。1995年11月至2006年4月，先后任安徽大学副教授、教授、博士生导师，历史系副主任、主任。2007年8月，任安徽大学副校长。2012年9月，任合肥市人民政府副市长。2020年1月，任合肥学院院长。2022年1月，当选第十五届合肥市政协副主席。2023年12月任合肥大学校长。2024年4月，不再担任合肥大学校长职务。

## 学术贡献
主要从事区域经济开发与环境变迁、安徽地域历史文化等领域研究。先后主持国家社会科学基金项目2项，国家重大文化工程清史工程项目2项。荣获教育部第六届高等学校科学研究优秀成果奖（人文社会科学）三等奖1项，安徽省社会科学文学艺术出版奖《社科类》著作一等奖1项、三等奖1项。

## 社会兼职
第十一届、十二届、十三届全国政协委员，第十四届全国人大代表。中国致公党中央委员会委员，致公党安徽省委副主委，合肥市委主委。